# Milena Martins Moura
Milena Martins Moura (Rio de Janeiro, 2 de outubro de 1986), é uma poeta, editora, tradutora e pesquisadora brasileira.  Seu livro O Cordeiro e os Pecados Dividindo o Pão foi semifinalista do Prêmio Jabuti 2024 na categoria poesia.

## Carreira
Milena é mestre em Literatura Brasileira pela Universidade do Estado do Rio de Janeiro (Uerj), onde estudou a escrita de si e o gênero romanesco no livro Os Dragões Não Conhecem o Paraíso, de Caio Fernando Abreu, e doutoranda em Literatura Comparada pela Universidade Federal Fluminense (UFF). É autora dos livros Promessa Vazia (Multifoco, 2011, contos), Os Oráculos dos meus Óculos (Multifoco, 2014, poesia), A Orquestra dos Inocentes Condenados (Primata, 2021, poesia), O Cordeiro e os Pecados Dividindo o Pão (Aboio, 2023, poesia) e o carro de apolo capotou no horizonte (Macabéa Edições, 2025, poesia), além do plaquete independente Banquete dos Séculos (edição da autora, 2021. Seu livro A Orquestra dos Inocentes Condenados se volta sobre os impactos, nas pessoas autistas e neurodivergentes, do isolamento social da pandemia da Covid-19. A obra tem sido objeto de estudos sobre a representação da mulher autista na poesia e a poesia de mulheres autistas e neurodivergentes.
Ela também é editora da revista Cassandra, dedicada à publicação e à promoção da literatura e da arte de mulheres, e da Macabéa Edições, editora totalmente voltada à publicação de obras de autoria feminina. Em 2022, organizou a antologia 43 Poetas Neurodivergentes (Toma Aí um Poema) como parte da iniciativa CEMana de 22, coordenada pela poeta Jéssica Iancoski. Em 2023, participou como poeta e coordenadora editorial da antologia Versão Brasileira: a Voz da Mulher, que contou com a curadoria de Diana de Hollanda e a participação das poetas Bruna Mitrano, Claudia Roquette-Pinto, Danielle Magalhães, Heleine Fernandes e Maíra Ferreira.

## Vida Pessoal
Milena foi diagnosticada como autista já na vida adulta, tema de que trata em diversos dos seus livros, artigos e entrevistas.

## Prêmios
- Prêmio Jabuti 2024: O Cordeiro e os Pecados Dividindo o Pão (Semifinalista na Categoria Poesia)

## Publicações

### Poesia
- Os Oráculos dos meus Óculos (2014)
- A Orquestra dos Inocentes Condenados (2021)
- Banquete dos séculos (2021)
- O Cordeiro e os Pecados Dividindo o Pão (2023)
- O Carro de Apoio Capotou no Horizonte (2025)[15]

### Contos
- Promessa Vazia (2011)